# Klöster Haghpat und Sanahin
Klöster Haghpat und Sanahin ist eine von der UNESCO gelistete Stätte des Weltkulturerbes in Armenien. Die Welterbestätte umfasst das Kloster Haghpat und das Kloster Sanahin, zwei Klosterkomplexe der Armenischen Apostolischen Kirche, deren älteste Bauteile aus dem 10. Jahrhundert stammen, sowie die Sanahinbrücke, eine Steinbrücke über den Debed aus dem 12. Jahrhundert, die das älteste weltliche Baudenkmal Armeniens ist.

## Hintergrund
Armenien ist der älteste christliche Staat der Welt. Schon 301 (nach anderen Quellen 314) erhob König Trdat III. das Christentum zur Staatsreligion. Die Armenische Apostolische Kirche gehört zu den orientalisch-orthodoxen Kirchen, die sich im 5. Jahrhundert von der römischen Reichskirche getrennt hatten. Im Mittelalter entstanden zahlreiche armenisch-apostolischer Klöster, darunter im 10. Jahrhundert die beiden in benachbarten Orten auf Hochplateaus am Debed liegenden Klöster Haghpat und Sanahin.

## Eintragung
Das Kloster Haghpat wurde 1996 aufgrund eines Beschlusses der 20. Sitzung des Welterbekomitees als Kulturerbestätte in die Liste des UNESCO-Welterbes eingetragen. Die Eintragung erfolgte aufgrund der Kriterien (ii) und (iv). In der Begründung für die Eintragung heißt es unter anderem:

„Das Kloster Haghpat … ist ein außergewöhnliches Beispiel für die kirchliche Architektur, die sich im 10. bis 13. Jahrhundert in Armenien entwickelte und durch die Vermischung von Elementen sowohl der byzantinischen Kirchenarchitektur als auch des traditionellen einheimischen Baustils dieser Region einzigartig ist.“

In dem Beschluss wurde vorgeschlagen, eine Erweiterung um das Kloster Sanahin, die nahe diesem gelegene Sanahinbrücke und die bei Haghpat liegende Festung Kayanberd in Erwägung zu ziehen. 2000 wurde die Welterbestätte auf der 24. Sitzung des Welterbekomitees um das Kloster Sanahin und die Sanahinbrücke erweitert und in Klöster Haghpat und Sanahin umbenannt.

## Umfang
Die Welterbestätte besteht aus drei voneinander getrennten Arealen. Diese umfassen insgesamt einen Schutzbereich von 5809 ha. Die Schutzgebiete der beiden Klöster Haghpat und Sanahin sind noch jeweils von Pufferzonen umgeben.
| Ref.-Nr. | Bezeichnung     | Lage                                   | Schutzbereich | Pufferzone |
| -------- | --------------- | -------------------------------------- | ------------- | ---------- |
| 777-001  | Kloster Haghpat | Haghpat, Provinz Lori (Geokoordinaten) | 0,75 ha       | 8,0 ha     |
| 777-002  | Kloster Sanahin | Sanahin, Provinz Lori (Geokoordinaten) | 1,70 ha       | 15,8 ha    |
| 777-003  | Sanahinbrücke   | Sanahin, Provinz Lori (Geokoordinaten) | 0,20 ha       | -          |

## Einzelstätten

### Kloster Haghpat
Das Kloster Haghpat ist von einem Mauerring mit Rundtürmen umgeben. Das älteste Gebäude ist die Heiligkreuzkirche „Surb Nschan“, deren Bau 976 begonnen und 991 vollendet wurde. Zu den weiteren Gebäuden zählen unter anderem die als Gawit gestaltete Vorhalle der Kirche, die Grigorkirche, die Muttergotteskapelle, ein getrennt stehender Glockenturm sowie ein Kapitelhaus und eine Bibliothek, die beide direkt an die Kirche angebaut sind.

### Kloster Sanahin
Auch das kurz vor dem Kloster Haghpat gegründete Kloster Sanahin (der Name bedeutet auf Armenisch: „Dieses ist älter als Jenes“) ist von einer Mauer umgeben. Das älteste Gebäude ist die Muttergotteskirche „Surb Astvatsatsin“ aus den 930er Jahren, das größte die Erlöserkirche „Surb Amenaphrkitsch“, beide mit eigenem Gawit. Zwischen beiden Kirchen liegt die Akademie. Weitere Gebäude sind die Grigorkirche, ein Glockenturm und eine Bibliothek.

### Sanahinbrücke
Die Sanahinbrücke aus dem Jahr 1192 führt von dem flachen Nordufer des Debed auf das steile Südufer. Um den Höhenunterschied auszugleichen, wurde die Brücke mit zahlreichen Stufen versehen. Stilisierte Löwen zieren die Brüstungsmauern.

Bilder
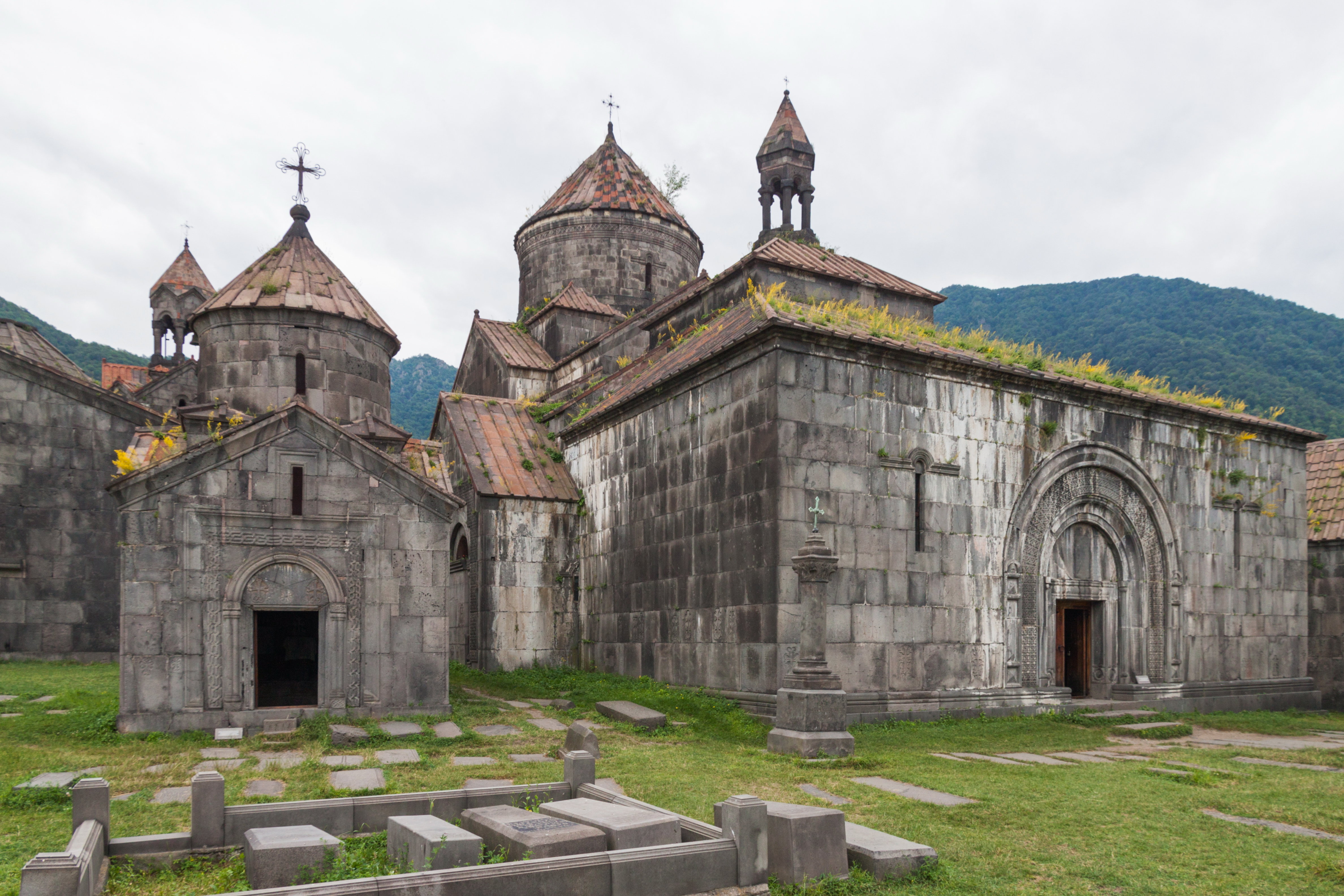
Kloster Haghpat
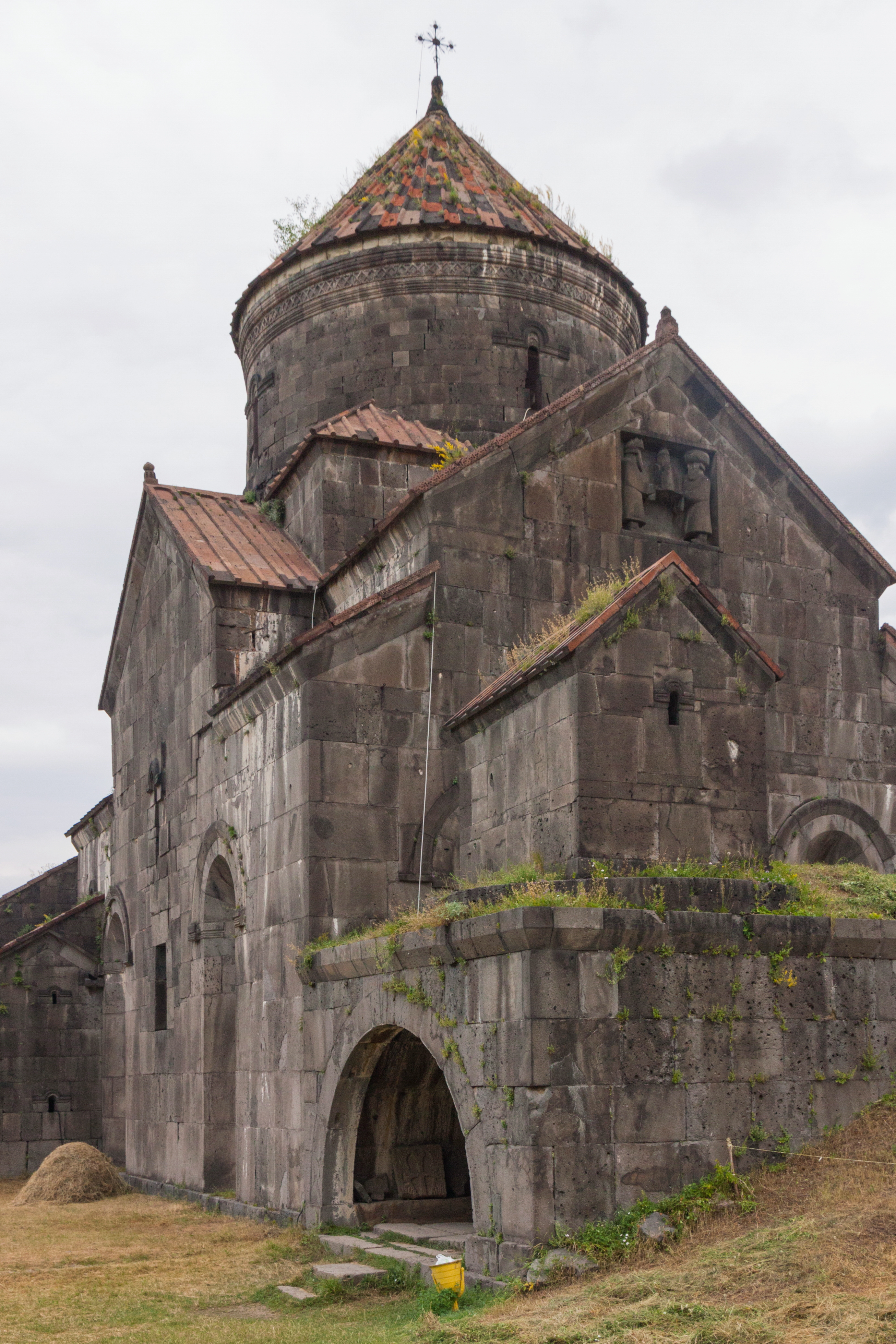
Heiligkreuzkirche
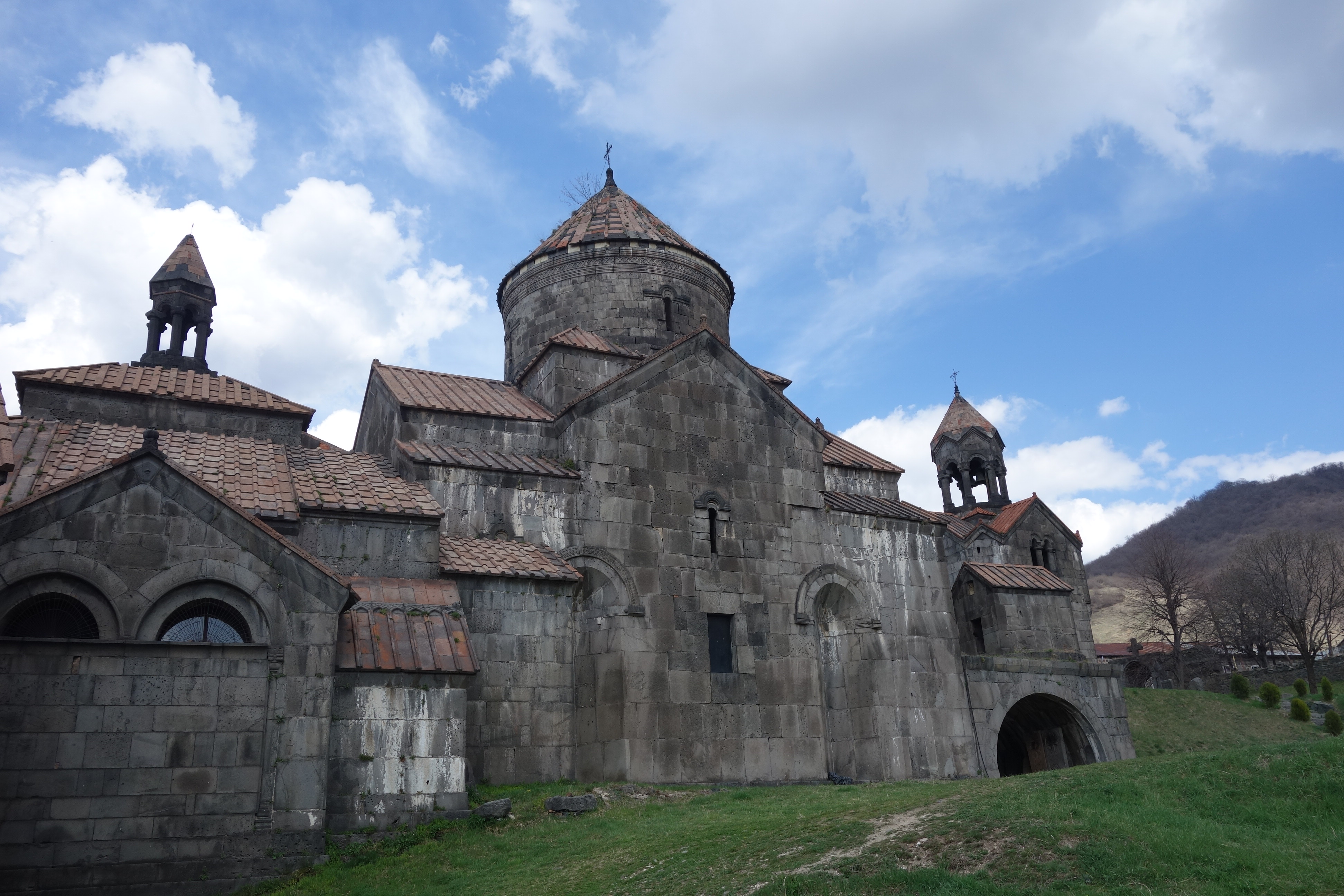
Kloster Sanahin
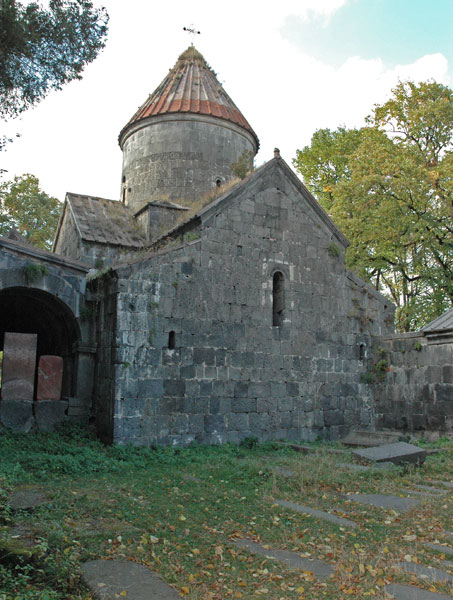
Muttergotteskirche
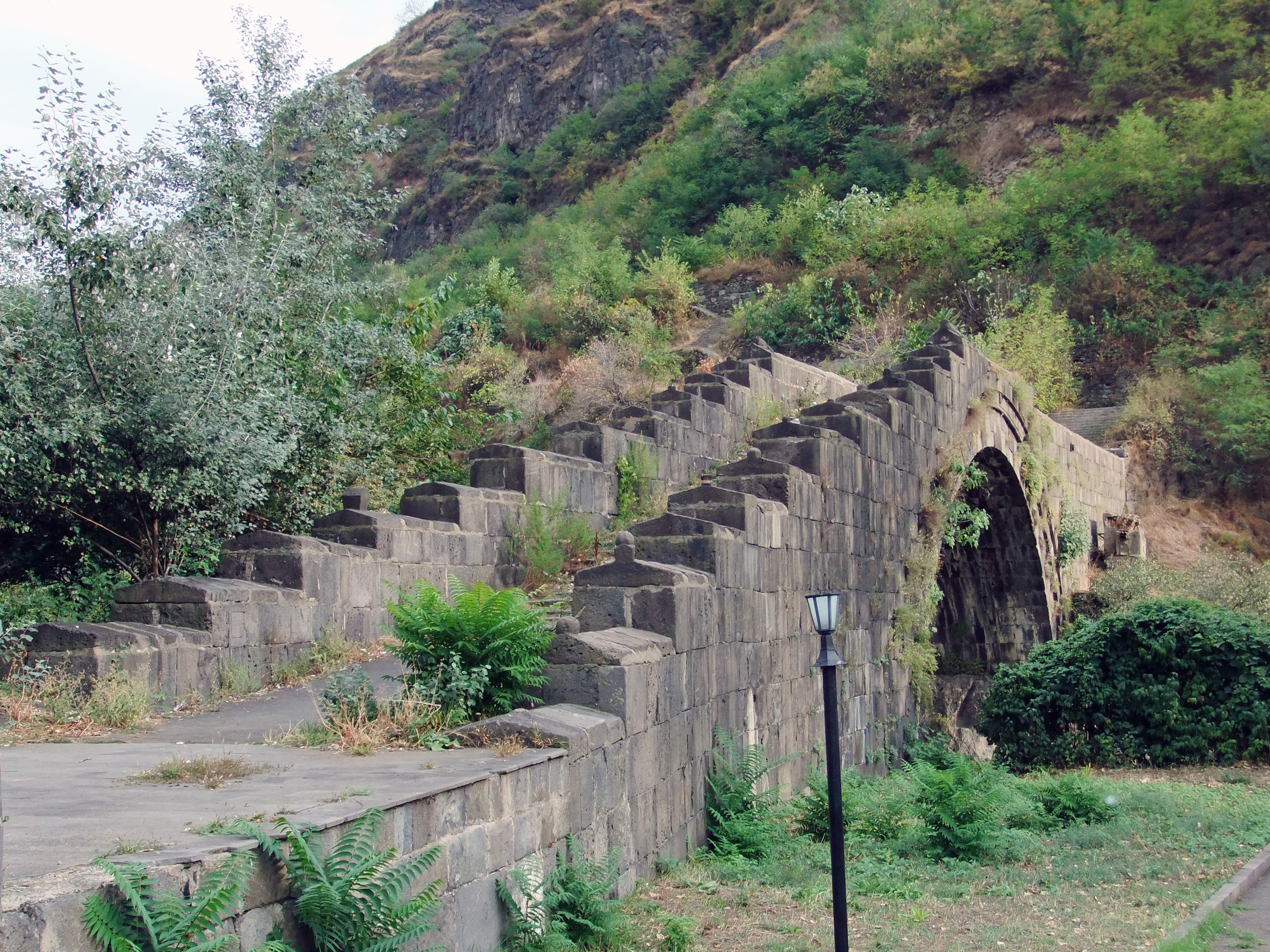
Sanahinbrücke